# Strechau (Gemeinde Rottenmann)
Strechau ist ein Ort am westlichen Ende des Paltentals in der Stadt Rottenmann, gehört zur Katastralgemeinde Rottenmann und hat 176 Einwohner (Stand 1. Jänner 2024). Durch den Ort geht die Oppenberg Straße, welche auch in Strechau beginnt.
Im Westen des Ortes liegt die Burg Strechau. Strechau liegt am Strechenbach, der im Ort, in unmittelbarer Nähe des Gewerbeparks Strechau-West, in die Palten mündet.
Im Laufe der Zeit ist Strechau mit dem Ort Klamm zusammengewachsen, wodurch nun augenscheinlich keine Grenze mehr zwischen beiden Orten existiert.
Zu Strechau zählen auch noch die östlich gelegenen Bauernhöfe Ameisbichler und Thalhof. 2015 wurde am Burgfels unterhalb der Burg Strechau ein gleichnamiger Klettersteig der Schwierigkeit B/C errichtet.

## Geschichte
Das früheste Schriftzeugnis ist von 1080 und lautet „Strechowe“. Der Name geht auf altslawisch strecha (Herberge, Unterkunft) und mittelhochdeutsch ouwe (Aue) zurück. Der Flurname ging auf den Bach und die Siedlung über.

## Einzelnachweis
1. ↑  Statistik Austria: Bevölkerung am 1.1.2024 nach Ortschaften (Gebietsstand 1.1.2024), (ODS, 500 KB)
2. ↑  Fritz Frhr. Lochner von Hüttenbach: Zum Namengut des Frühmittelalters in der Steiermark (= Zeitschrift des Historischen Vereines für Steiermark. Band 99). Böhlau Verlag, Wien 2008, S. 36 (historischerverein-stmk.at [PDF; 16,9 MB]).